# Deutsche Pfadfinderschaft Sankt Georg

Deutsche Pfadfinderschaft Sankt Georg (DPSG) (en français Association scoute catholique allemande de Saint Georges) est une organisation allemande catholique de scoutisme, et la plus grosse association scoute en Allemagne. Elle est membre de la Ring deutscher Pfadfinderverbände (Fédération allemande du scoutisme), ainsi que de la Bund der Deutschen Katholischen Jugend (de) (Union des Jeunes Catholiques Allemands). 

## Structure et organisation
La DPSG compte environ 95 000 membres en 2014, qui se répartissent de la façon suivante au sein des branches :
- Wölflinge (louveteaux/louvettes) (de 7 à 10 ans) : 25 000[1]
- Jungpfadfinder (scouts/guides) (de 10 à 13 ans) : 21 500[1]
- Pfadfinder (pionniers/caravelles) (de 13 à 16 ans) : 14 000[1]
- Rover (compagnons) (de 16 à 20 ans) : 14 500[1]

Ces branches sont prises en charge par quelque 20 000 chefs et cheftaines adultes.
On trouve également dans certains groupes une tranche d'âge supplémentaire qui accueille les enfants avant l'âge des louveteaux. Cette tranche d'âge ne fait cependant pas partie de la proposition officielle du mouvement, et ne s'inscrit pas dans le système éducatif conçu par Baden-Powell.